# Panajot Volovo
Panajot Volovo (bulgariska: Панайот Волово) är ett distrikt i Bulgarien.   Det ligger i kommunen Obsjtina Sjumen och regionen Sjumen, i den nordöstra delen av landet, 300 km öster om huvudstaden Sofia.
Trakten runt Panajot Volovo består till största delen av jordbruksmark. Runt Panajot Volovo är det ganska tätbefolkat, med 149 invånare per kvadratkilometer.